# Topki
Topki è una città della Russia siberiana meridionale, situata nell'oblast' di Kemerovo; è il capoluogo amministrativo del rajon Topkiskij.
Sorge nella parte settentrionale del bacino del Kuzbass, circa 35 chilometri a sudovest del capoluogo Kemerovo.